# Африканов, Алексей Федотович
Африканов Алексей Федотович (10 [23] марта 1907, Санкт-Петербург — 27 июня 1973, Сумы) — Герой Советского Союза, командир 2-го дивизиона 2-й бригады торпедных катеров Черноморского флота, капитан-лейтенант.

## Биография
Родился 10 марта 1907 года в Санкт-Петербурге в рабочей семье. Русский. Член ВКП(б) с 1939 года. Работал на заводе «Большевик». Окончил школу рабочей молодежи и школу ФЗО.
В 1929 году призван в ряды Рабоче-крестьянского Красного Флота, и направлен в Краснознамённые силы Балтийского моря. В дальнейшем на Черноморском флоте. Служил торпедистом на линейном корабле «Парижская коммуна», на сторожевых торпедных катерах. Окончил курсы боцманов. В 1934 году назначен командиром торпедного катера, а в 1938 году — командиром звена торпедных катеров.
Участник Великой Отечественной войны с 1941 года. В боях был ранен и контужен.
В ночь на 10 сентября 1943 года командовал группой торпедных катеров, осуществивших подавление артиллерийских батарей, огневых точек и укреплений противника в Цемесской бухте и Новороссийском порту непосредственно перед началом Новороссийской десантной операции, обеспечив тем самым успешную высадку войск с моря.
15 сентября город Новороссийск был полностью освобожден. Капитан-лейтенанту Африканову А. Ф. было присвоено звание Героя Советского Союза.

## Награды
- Медаль «Золотая Звезда» Героя Советского Союза (Указ ПВС СССР от 18 сентября 1943), .

2 ордена Ленина, 2 ордена Красного Знамени, орден Суворова 3 степени, орден Отечественной войны 2 степени, орден Красной Звезды, орден Британской империи (военный).